# Lord Mordington
Lord Mordington war ein erblicher britischer Adelstitel in der Peerage of Scotland.

## Verleihung und Geschichte des Titels
Der Titel wurde am 14. November 1641 für James Douglas, den zweiten Sohn des William Douglas, 10. Earl of Angus geschaffen. Dieser war mit Anne Oliphant, der Tochter des Laurence Oliphant, 5. Lord Oliphant verheiratet. Nachdem sein Schwiegervater 1630 gestorben war und keine Söhne hinterlassen hatte, führte er einen Rechtsstreit gegen dessen Cousin und nächsten männlichen Erben Patrick Oliphant († 1680) um dessen Nachlass und den Titel Lord Oliphant, den er aus dem Recht seiner Gattin beanspruchte. Der Rechtsstreit endete 1633 mit einem Urteil des Court of Sessions zugunsten von Patrick Oliphant, dem sodann der Titel des Lord Oliphant neu verliehen wurde. Die Verleihung des Titels Lord Mordington an James Douglas im Jahre 1641 kann in diesem Zusammenhang als Entschädigung verstanden werden.
Sein Urenkel, der 4. Lord, hinterließ keine Söhne, woraufhin der Titel an seine Tochter Mary, die Gattin des Kavallerieoffiziers William Weaver († 1796). Seit diese am 22. Juli 1791 kinderlos starb, ruht der Titel.

## Liste der Lords Mordington (1641)
- James Douglas, 1. Lord Mordington (um 1591–1656)
- William Douglas, 2. Lord Mordington (1626–um 1690)
- James Douglas, 3. Lord Mordington (1651–um 1706)
- George Douglas, 4. Lord Mordington († 1741)
- Mary Weaver, 5. Baroness Mordington († 1791)